# Christian Engelmann
Christian Engelmann (geboren vor 1636; Sterbedatum unbekannt) war Hofmusiker in Hannover.

## Leben
Christian Engelmann trat inmitten des Dreißigjährigen Krieges in die von dem Landesherrn des Herzogtums Calenberg Herzog Georg im selben Jahr 1636 gegründete Hofkapelle ein. Gemeinsam mit Jobst Heider und Samuel Strohmeyer gehörte er zu den ersten Mitgliedern der Hofkapelle. Bereits 1639/40, zur Zeit des Kapellmeisters Heinrich Schütz, war Christian Engelmann nicht mehr Mitglied des Ensembles.